# Hashima (isola)
Hashima (端島?), nota anche come Gunkanjima (軍艦島? lett. "isola della nave da guerra", per la somiglianza della sua forma alla corazzata giapponese Tōsa), è un'isola dell'arcipelago del Giappone.
Compresa tra le 505 isole disabitate della prefettura di Nagasaki, a circa un'ora di navigazione dal capoluogo, Hashima ha ospitato uno dei più produttivi siti minerari del Giappone.
Nel 1974, a seguito della chiusura dello stabilimento minerario, è stata completamente abbandonata e da allora, per la sua caratteristica condizione di estremo decadimento, l'isola è diventata uno dei più grandi e significativi esempi di archeologia industriale, nonché argomento frequente di discussione tra gli appassionati di rovine.
Dopo trentacinque anni di completo abbandono, nel 2009 parte dell'isola è divenuta nuovamente accessibile per ospitare brevi itinerari turistici e, dal 2015, è uno dei ventitré siti storici industriali inseriti tra i patrimoni dell'umanità dall'UNESCO.

## Storia
L'isola fu colonizzata dai giapponesi a partire dal 1887 per la presenza di un giacimento di carbone, benché la presenza del minerale sull'isola fosse nota fin dal 1810. Nel 1890 la Mitsubishi acquistò l'intera isola e ampliò la miniera esistente con l'intento di estrarre il carbone dai giacimenti che si estendevano fin sotto il fondale marino. Negli anni immediatamente successivi ebbe inizio l'intensivo sfruttamento del giacimento minerario e la Mitsubishi finanziò la contestuale costruzione delle prime abitazioni per i lavoratori che sempre più numerosi accorrevano sull'isola.

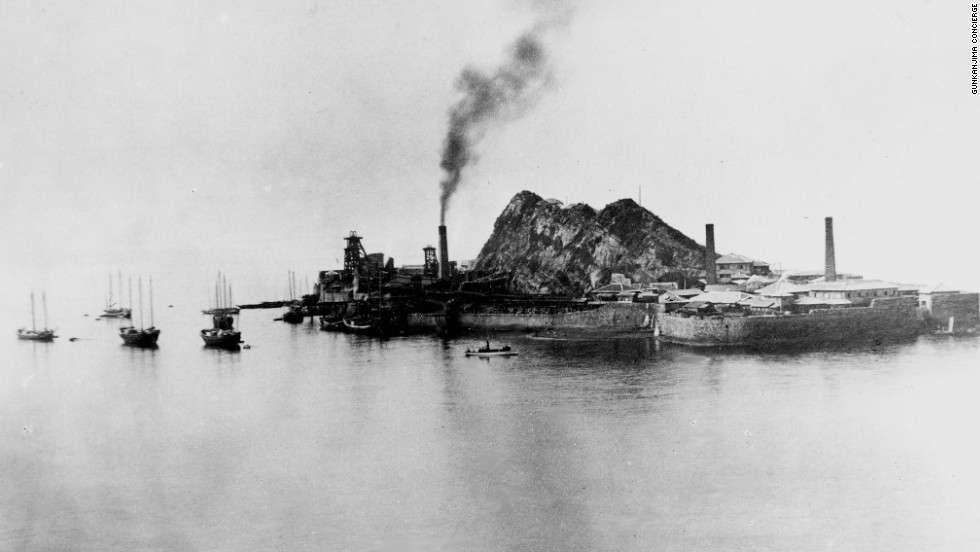
Un'immagine dell'isola di Hashima negli anni trenta

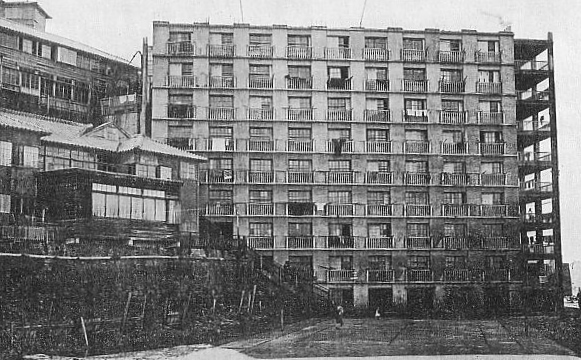
Un'immagine di un condominio di Hashima negli anni cinquanta

Nel 1896 l'importanza dello stabilimento minerario, che soddisfaceva buona parte del fabbisogno energetico della città di Nagasaki, fece presto registrare nell'isola un notevole incremento demografico che richiese necessariamente un crescente numero di abitazioni; l'azienda finanziò quindi un grande progetto che prevedeva il sistematico ampliamento della superficie dell'isola e la realizzazione di un primo agglomerato urbano.
Le fasi di ampliamento si susseguirono fino al 1931 e il territorio dell'isola venne completamente occupato da numerosi edifici che ospitarono le strutture industriali ma anche svariati condomìni e tutti i servizi utili alla popolazione, tra cui anche un ospedale e una scuola. In quegli anni la rigida organizzazione sociale giapponese ad Hashima divenne una sorta di organizzazione su «caste» gerarchiche, dove i minatori celibi vivevano separati da quelli con famiglia che, a loro volta, erano separati dalle famiglie dei dirigenti della Mitsubishi.
Durante la seconda guerra mondiale l'isola divenne un campo di lavoro per prigionieri cinesi e coreani che vennero duramente costretti all'attività di miniera, al posto dei minatori giapponesi richiamati dall'esercito a combattere al fronte. Inoltre secondo alcuni rapporti fu silurata dalla marina militare statunitense, quest'ultima probabilmente ingannata dalla forma dell'isola che dal mare appariva del tutto simile a una corazzata.

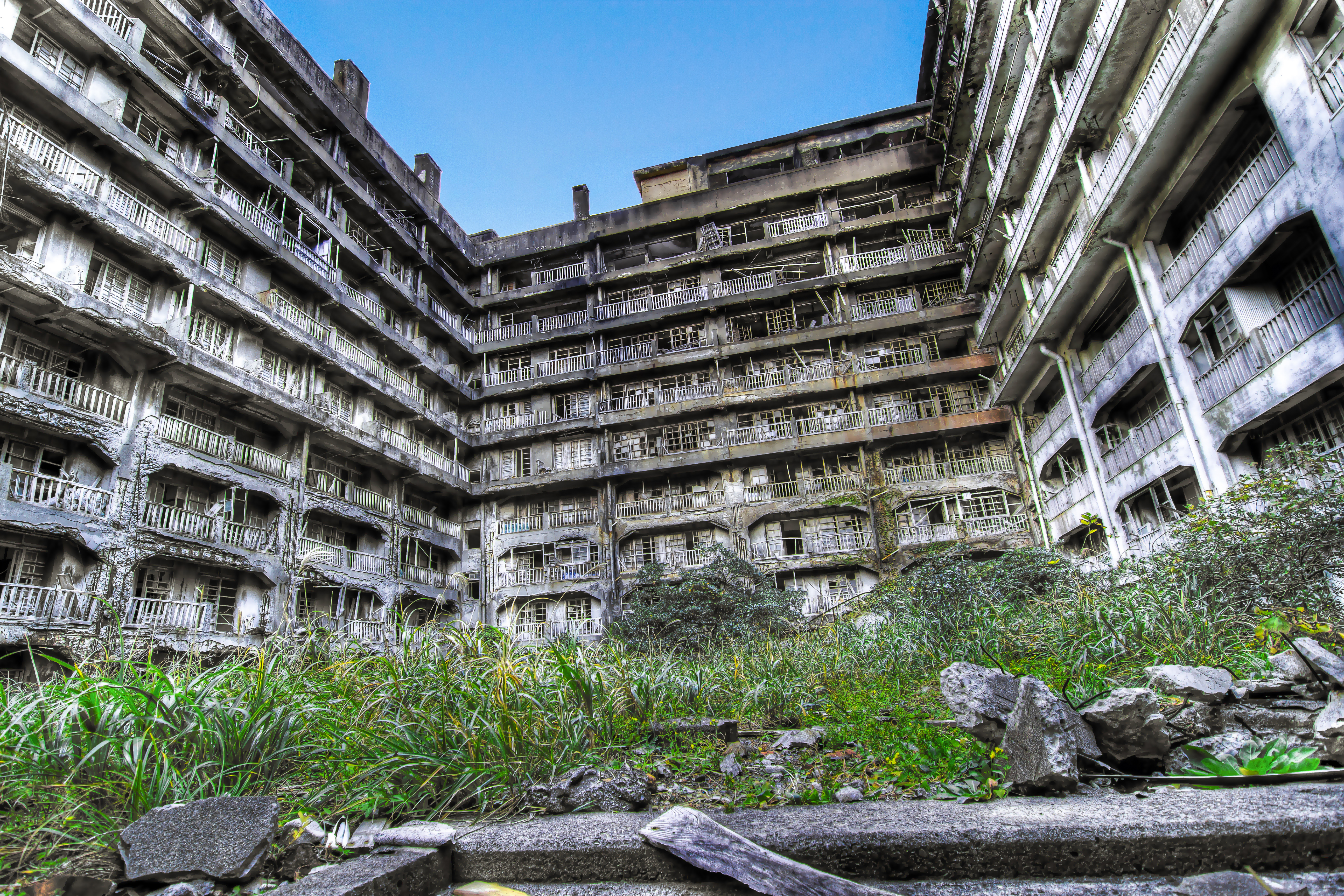
Ciò che resta del più grande edificio pluripiano dell'isola, indicato con il numero 65

Ripristinati i danni dei bombardamenti, nel secondo dopoguerra i lavoratori fecero ritorno alla miniera della Mitsubishi e l'esigua superficie di Hashima arrivò a contare una delle più alte densità di popolazione al mondo, con ben 1.391 abitanti per ettaro per la sola zona residenziale e 835 abitanti per ettaro in tutta l'isola, fino al picco del più alto tasso di popolazione raggiunto nel 1959, con oltre cinquemila abitanti.
Alla fine degli anni sessanta la domanda di carbone diminuì e nel 1973 le estrazioni cessarono del tutto; la nuova fonte energetica da ricercare divenne il petrolio e quindi la Mitsubishi Corporation optò per la chiusura dello stabilimento minerario, offrendo nuove opportunità lavorative altrove. 
Il 15 gennaio del 1974, la miniera venne ufficialmente chiusa con una cerimonia aziendale presso la palestra locale e nell'arco di soli quattro mesi Hashima assistette al suo rapidissimo spopolamento; l'ultimo lavoratore lasciò l'isola il 20 aprile dello stesso anno.
Ormai completamente disabitata, Hashima e il suo opprimente agglomerato urbano furono abbandonati a un destino di progressivo e incessante decadimento e la prefettura di Nagasaki vietò ogni possibilità di visita, pena la reclusione in carcere fino a trenta giorni.
Fino al 2002 l'isola appartenne al Mitsubishi Gurūpu, anno in cui fu ceduta alla città di Takashima, che nel 2005 è stata assorbita nella conurbazione di Nagasaki e pertanto l'isola risulta sotto la sua giurisdizione.
Nel 2009, a trentacinque anni dal suo abbandono, il governo giapponese ha abolito il divieto di accesso all'isola e ha concesso al regista svedese Thomas Nordanstad un permesso speciale per girare un inedito documentario sulla storia di Hashima, in compagnia di un suo vecchio abitante. Da allora Hashima è divenuta meta turistica di visite per piccoli gruppi di appassionati; tuttavia è consentito visitare soltanto una parte dell'isola, poiché lo stato della maggior parte degli edifici non garantisce più condizioni di sicurezza adeguate.

## Caratteristiche

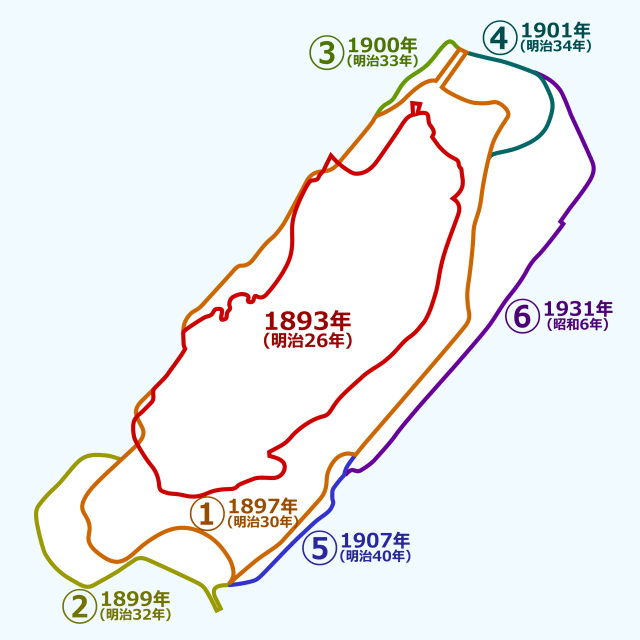
Una mappa che raffigura le sei fasi di ampliamento della superficie dell'isola dal 1893 al 1931

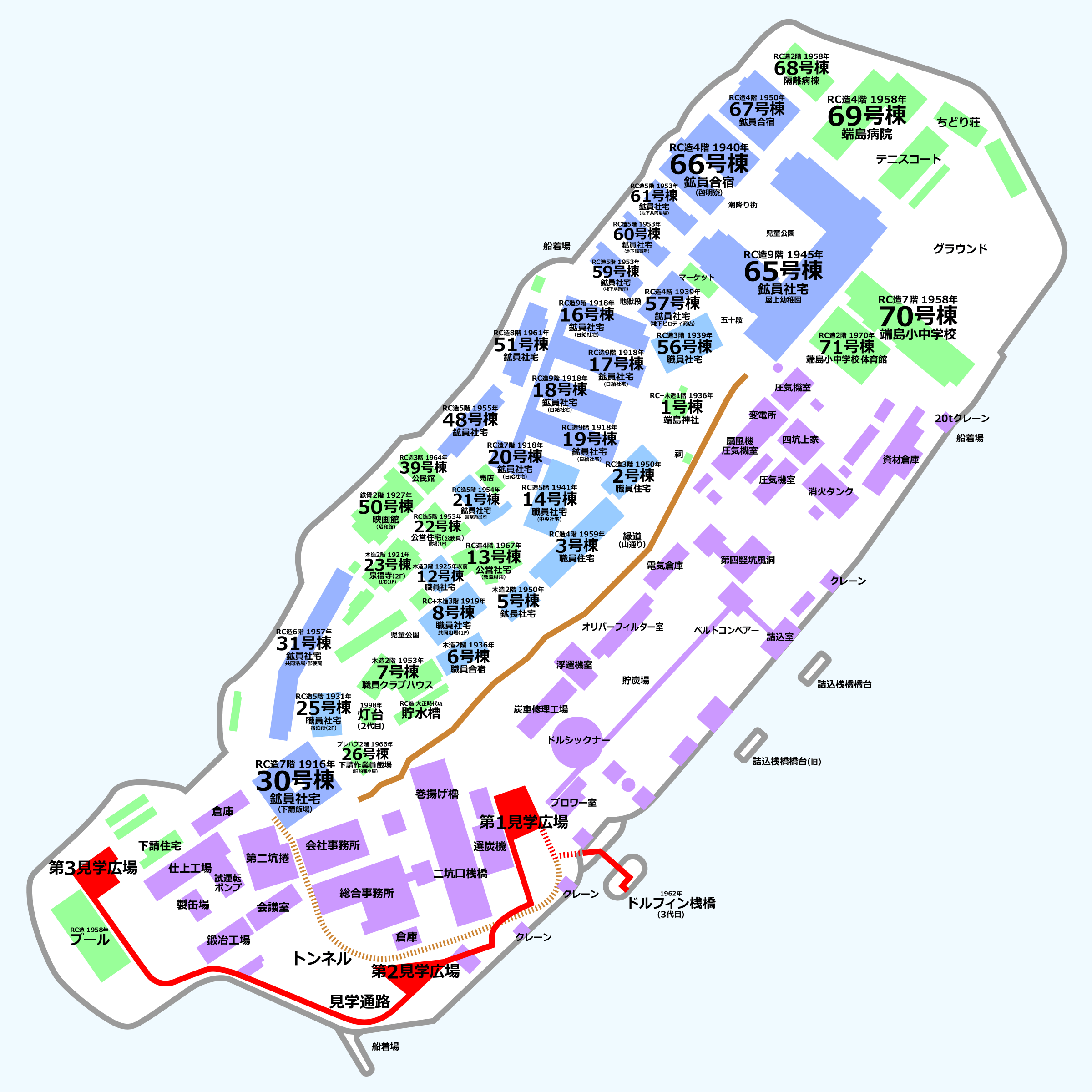
Una mappa esemplificativa dell'isola. In rosso l'itinerario di visita

Di origine vulcanica, l'isola dista 18 chilometri da Nagasaki ed è una delle 505 isole deserte della prefettura omonima. Posta a sud della costa del Giappone, nel Mar Cinese Orientale, misura circa 480 metri di lunghezza e poco meno di 150 di larghezza, per un'ampiezza di soli 0,063 km².
Originariamente l'isola contava una superficie assai più ridotta ed era caratterizzata da un piccolo rilievo montuoso posto al centro. Dal 1896 il suo territorio venne progressivamente ampliato in sei fasi ravvicinate che la portarono ad assumere la forma attuale nel 1931 e il rilievo fu parzialmente spianato per potervi costruire gli edifici ancora presenti.
L'intera area dell'isola risulta quindi massicciamente urbanizzata: a nord-ovest è concentrata quella che un tempo era l'area residenziale, con svariati edifici pluripiano che erano adibiti ad abitazioni e a servizi complementari, mentre a sud-est vi era la grande area industriale dello stabilimento minerario, che si diramava in svariate gallerie fin sotto il fondale marino. Il tunnel sotterraneo più profondo si estendeva per più di 1 km in profondità; si stima che circa 200 minatori abbiano perso la vita lavorando al sito.
Nel 1959, periodo di massima densità di popolazione, l'isola arrivò a contare ben 60.000 m² di edifici abitabili, un ospedale, una scuola, templi, circa 25 negozi, bar, un cinema, una palestra, un campo da baseball e anche un bordello. Tra gli edifici residenziali vi è anche il primo condominio in cemento armato costruito in Giappone, risalente al 1916; esso conserva ancora resti di alloggiamenti rappresentativi dell'epoca che va dal periodo Taishō a quello Shōwa.
Tuttavia abitare ad Hashima presentava non pochi problemi di adattamento. Le abitazioni, di proprietà della Mitsubishi, erano assegnate secondo un rigido protocollo di gerarchie sociali: i minatori celibi erano alloggiati in monolocali, quelli con famiglia a carico in bilocali con bagno e cucina in comune con altri inquilini; il personale amministrativo, gli infermieri e gli insegnanti in bilocali con cucina e bagno inclusi. 
Soltanto i dirigenti avevano diritto ad abitazioni più ampie e indipendenti.

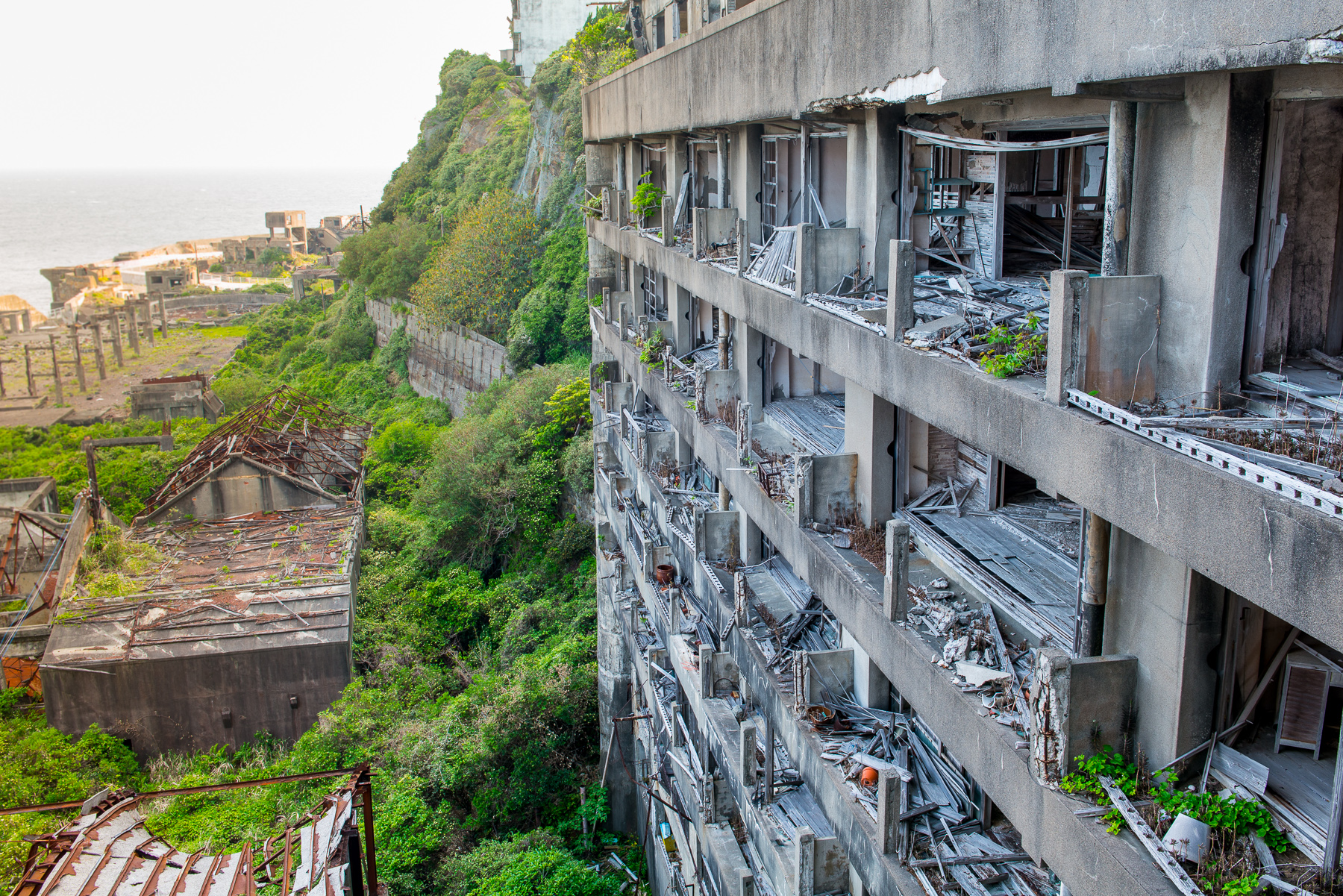
Particolare dell'isola con una veduta delle rovine delle miniere sulla sinistra

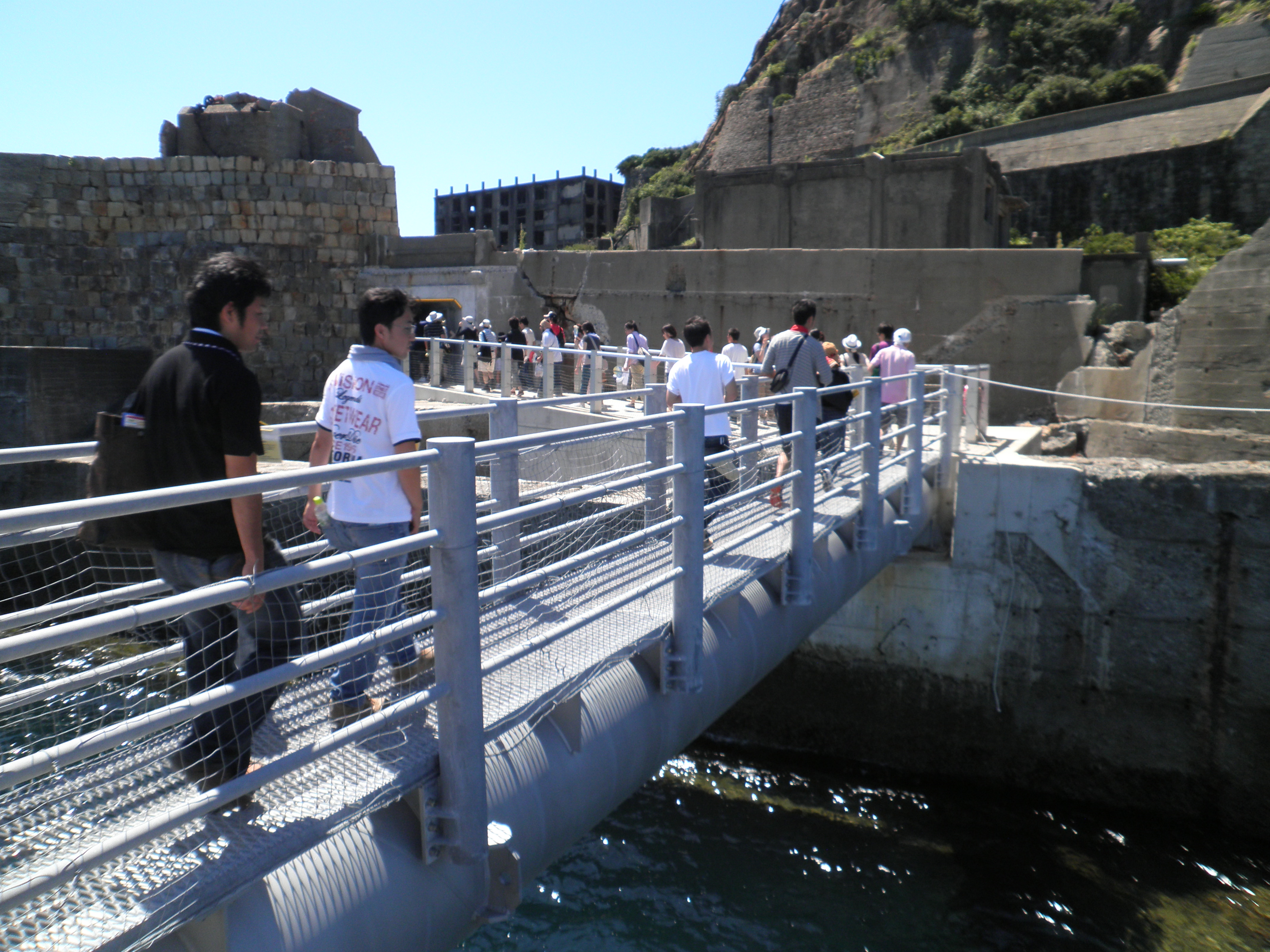
Un'immagine del percorso di visita allestito dopo il 2009

Il clima dell'isola, oggi come allora, è caratterizzato dal forte vento e da ciclici fenomeni burrascosi; inoltre il suolo arido non ha consentito la coltivazione e pertanto non vi è mai stata la possibilità né lo spazio per aree verdi o giardini pubblici. A tal proposito alcuni residenti si organizzarono portando del terriccio fertile sull'isola per tentare di creare degli orti sul tetto piano delle abitazioni ma con scarso successo. 
Assai significativa è la testimonianza di Hideo Kaji, un ex abitante nato e cresciuto sull'isola intervistato dalla CNN nel 2013, che rivelò: 

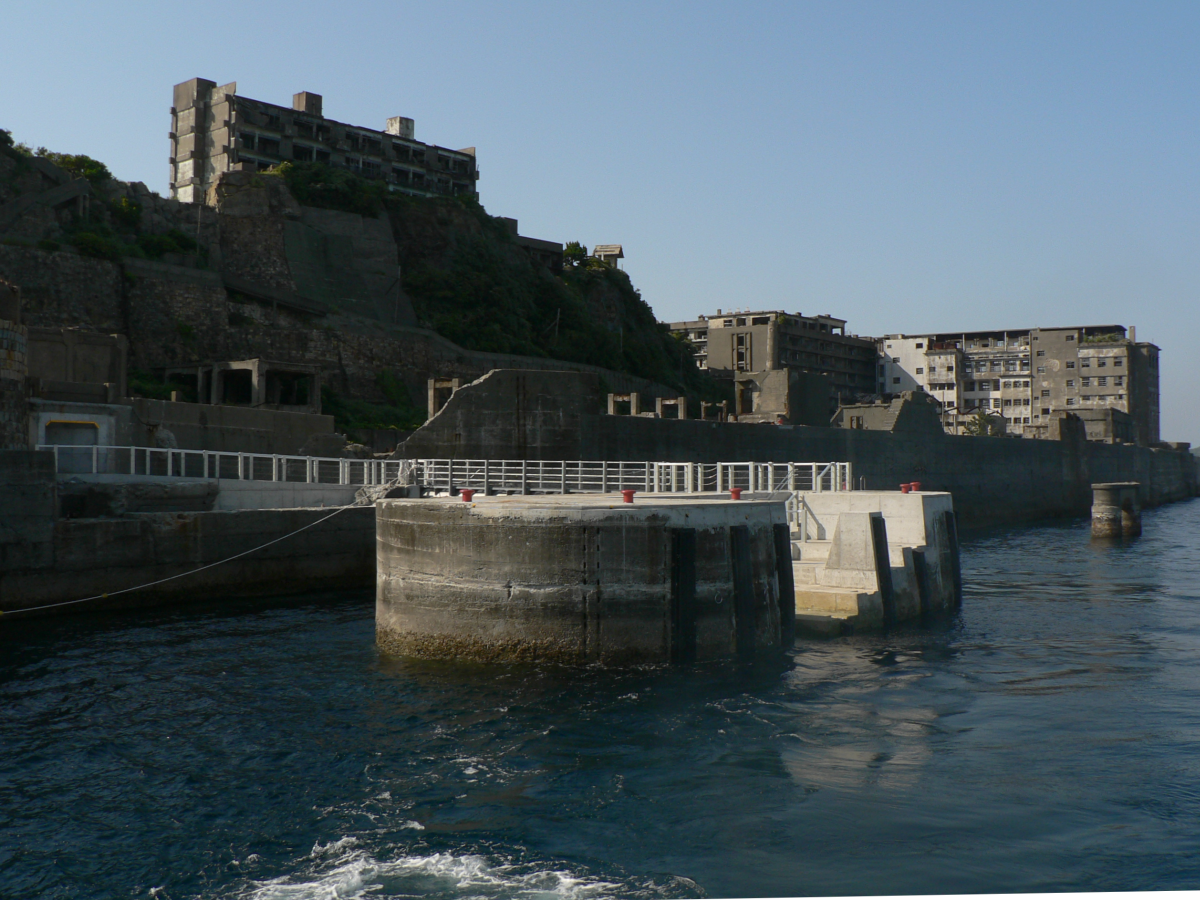
La piccola banchina del porto

Pur essendo dotata di tutti i servizi indispensabili, Hashima rappresentava quindi una realtà alquanto alienante dove l'approvvigionamento di merce, viveri, acqua potabile era garantito unicamente da rifornimenti dalla terraferma che sovente venivano duramente ostacolati dai violenti tifoni che imperversano intorno all'isola per circa 160 giorni all'anno, rendendo impossibile la navigazione e l'attracco delle imbarcazioni alla piccola banchina portuale. Per questo motivo a protezione dell'intera isola venne costruita l'alta e spessa cinta muraria, ancora visibile lungo tutto il suo perimetro.
Dopo circa quarant'anni di prolungato abbandono, la salsedine e le intemperie hanno favorito l'irreversibile processo di decadimento strutturale e l'isola appare desolata, con l'incombente presenza dei suoi numerosi edifici in rovina. Molti di essi sono ormai parzialmente crollati, pericolanti, infestati da vegetazione selvaggia, oppure tanto fatiscenti da rendere proibitiva una visita completa lungo le strade, quasi ovunque ingombre di macerie.
Per questa ragione durante le visite, di circa un'ora e rese possibili soltanto a partire dal 2009, è percorribile in sicurezza soltanto la zona meridionale dell'isola.

## L'isola di Hashima nei media

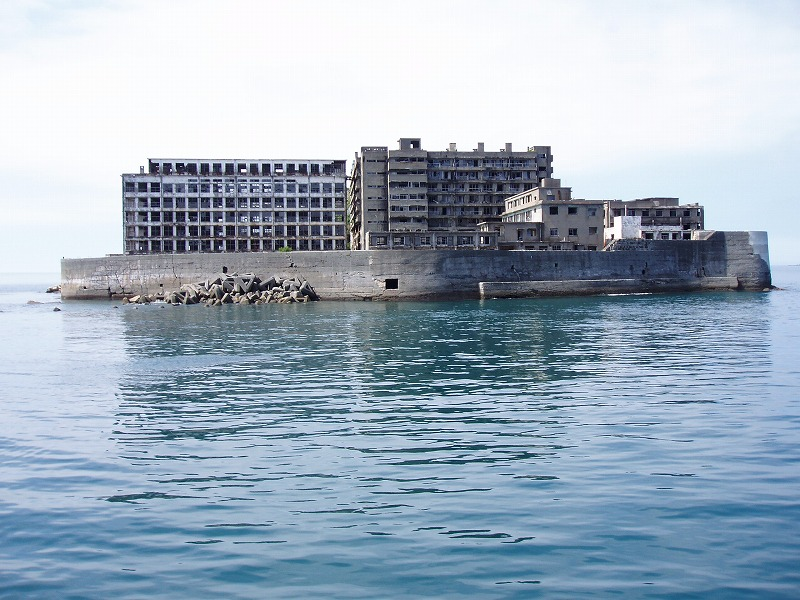
Una vista del prospetto nord dell'isola

- Nel 2002 il regista svedese Thomas Nordanstad ha realizzato il primo documentario accompagnato da Dotokou, un uomo giapponese nato e vissuto sull'isola, che aveva poi lasciato da ragazzo, senza più tornarvi; nel documentario è possibile vederlo ripercorrere le strade della città ormai in rovina e i ricordi della sua infanzia.
- Nel 2006 viene riprodotta fedelmente per il videogioco Forbidden Siren 2 col nome di isola di Yamijima.
- Nel 2009 l'isola è stata descritta nel programma La Terra dopo l'uomo (Life After People) di History Channel, come esempio del degrado di edifici in cemento armato dopo soli trentacinque anni di abbandono[18].
- Nello stesso anno al festival fotografico messicano FotoSeptiembre, i fotografi messicani Guillaume Corpart Muller e Jan Smith, insieme al venezuelano Ragnar Chacin, mostrarono le immagini dall'isola nell'esposizione intitolata Pop. densità 5000/m²; la mostra ebbe l'intento di dare una panoramica dell'ascesa e della caduta della densità di popolazione nelle città di tutto il mondo[19].
- Sempre nel 2009 la rock band giapponese B'z girò sull'isola il video per il loro single My Lonely Town[20].
- Nel 2012 l'isola di Hashima è stato il set di ambientazione di alcune scene del film di 007 Skyfall, diretto da Sam Mendes[21].
- Nel 2013 l'isola è il tema principale (e appare in alcune scene) del film horror thailandese H Project[22].
- Nel 2015 l'isola è stata scelta come location delle riprese dei film Shingeki no kyojin - Attack on Titan e Shingeki no kyojin - Attack on Titan: End of the World di Shinji Higuchi, ispirati al manga L'attacco dei giganti di Hajime Isayama[23].
- Nel 2017 è stato realizzato il film "군함도" (The Battleship Island) di produzione coreana. Ambientato durante la seconda guerra mondiale, il film si ispira alla tragica vita in schiavitù di più di 500 persone coreane che cercano di fuggire dall'isola Hashima.